# Expedição 40
Expedição 40 foi uma expedição humana de longa duração na Estação Espacial Internacional, realizada entre 13 de maio e 10 de setembro de 2014. Dela fizeram parte três cosmonautas russos, dois norte-americanos e um alemão, levados até a ISS pelas naves Soyuz TMA-12M e TMA-13M.

## Tripulação
| Posição             | Primeira parte (Maio de 2014) | Segunda parte (Maio até setembro de 2014) |                 |
| ------------------- | ----------------------------- | ----------------------------------------- | --------------- |
| Comandante          | Steven Swanson                | Steven Swanson                            |                 |
| Engenheiro de voo 1 | Alexandr Skvortsov            | Alexandr Skvortsov                        |                 |
| Engenheiro de voo 2 | Oleg Artemyev                 | Oleg Artemyev                             |                 |
| Engenheiro de voo 3 |                               | Gregory Wiseman                           | Gregory Wiseman |
| Engenheiro de voo 4 |                               | Maksim Surayev                            |                 |
| Engenheiro de voo 5 |                               | Alexander Gerst                           |                 |

## Insígnia da missão
A insígnia da Expedição 40 descreve o passado, o presente e o futuro da exploração espacial humana. A própria tripulação escreveu a seguinte descrição: a confiável e comprovada Soyuz, nosso transporte para a Estação Espacial Internacional, é parte do passado, do presente e do futuro. A estação espacial é a culminação dos enormes esforços de um conjunto de nações para construir um laboratório orbital de primeira classe e sua imagem representa o estado atual da exploração espacial. Ela tem enorme significado para nós como nossa casa fora de casa e o nosso oásis no espaço. O veículo comercial de carga também da atual exploração espacial humana e uma ligação com o futuro. Uma mistura de legado e tecnologia futura está sendo usada para criar a nova espaçonave que transportará os humanos de nosso planeta a destinos além. O Sol surgindo no horizonte da Terra representa as novas conquistas e tecnologias que virão graças a nosso esforço contínuo na exploração do espaço.

## Missão
A missão teve inicio às 22:36 UTC de 13 de maio, com a desacoplagem da Soyuz TMA-11M que levou de volta à Terra três integrantes da Expedição 39, deixando na ISS o comandante Swanson e os cosmonautas russos Skvortsov e Artemyev. A eles juntaram-se os outros três tripulantes lançados do Cosmódromo de Baikonur na Soyuz TMA-13M duas semanas depois, em 28 de maio, completando a tripulação.
Os astronautas desta missão realizaram duas caminhadas espaciais. Entre as várias experiências científicas realizadas, as mais importantes foram sobre biologia animal, o estudo de ossos e músculos no espaço, além do sensoriamento remoto da Terra. Amostras de sangue dos astronautas também foram coletadas e estocadas no laborátorio da estação para estudos futuros. Os veiculos de carga SpaceX Dragon  e Cygnus também foram recebidos pela tripulação e acoplados através do braço mecânico Canadarm2, além do cargueiro ATV da ESA Georges Lemaître, que se acoplou automaticamente à ISS.
A expedição encerrou-se às 00:01 UTC de 10 de setembro, com o desacoplagem da Soyuz TMA-12, que levou de volta à terra Swanson, Skvortsov e Artemyev, enquanto o trio restante, Wiseman, Surayev e Gerst, iniciava a Expedição 41, no aguardo dos restantes três tripulantes que seriam lançados de Baikonur duas semanas depois.

## Galeria

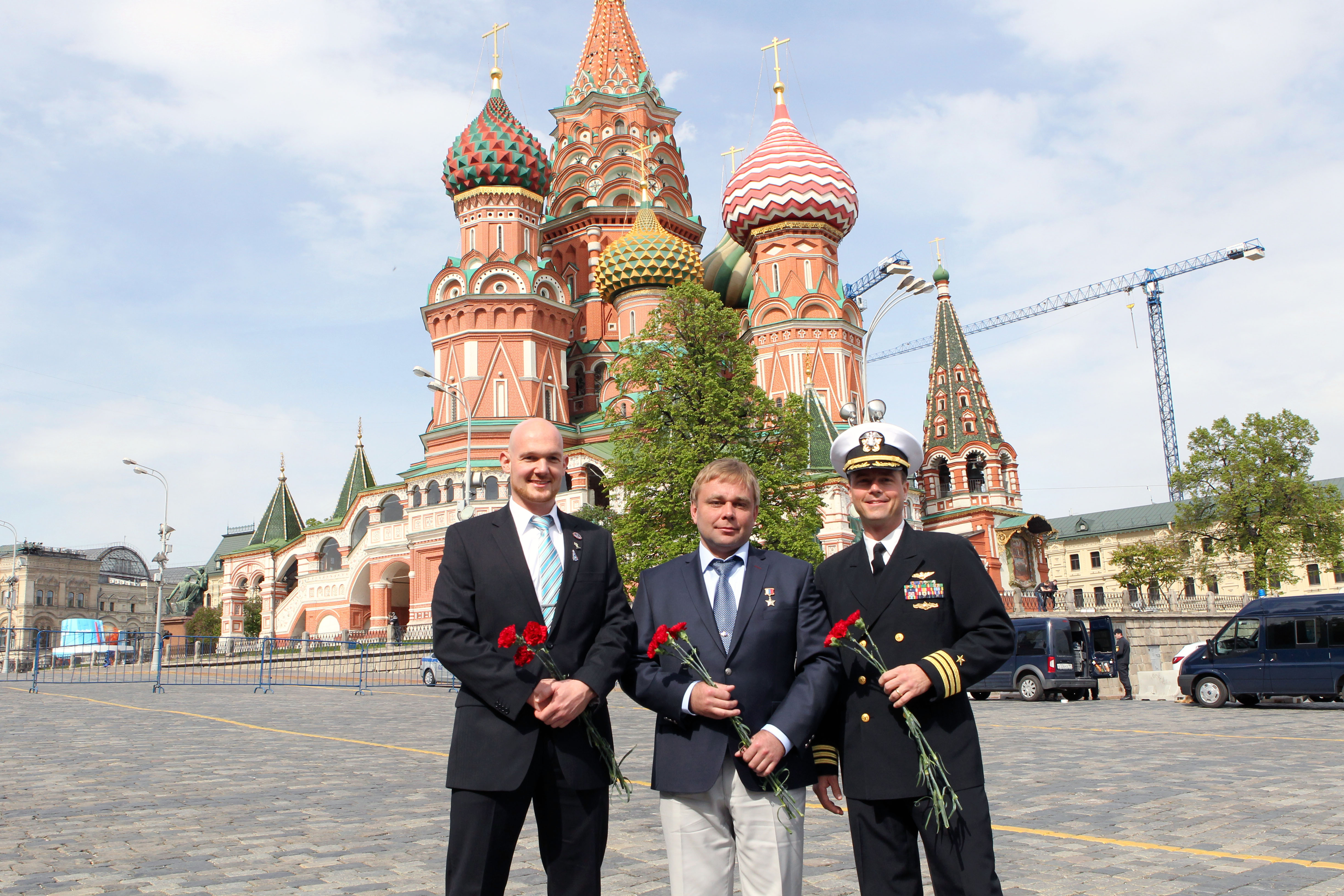
Tripulação da Soyuz TMA-13M na Praça  Vermelha em Moscou, em cerimônia antes do lançamento para a ISS.
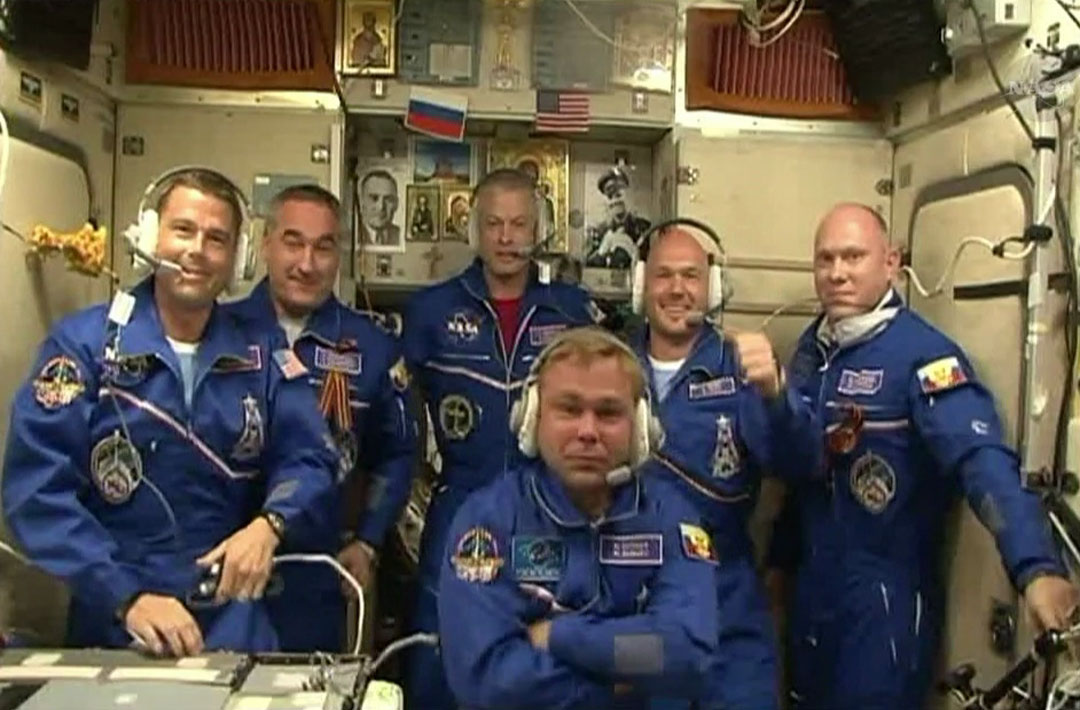
Os seis integrantes da Expedição no módulo Zvezda.
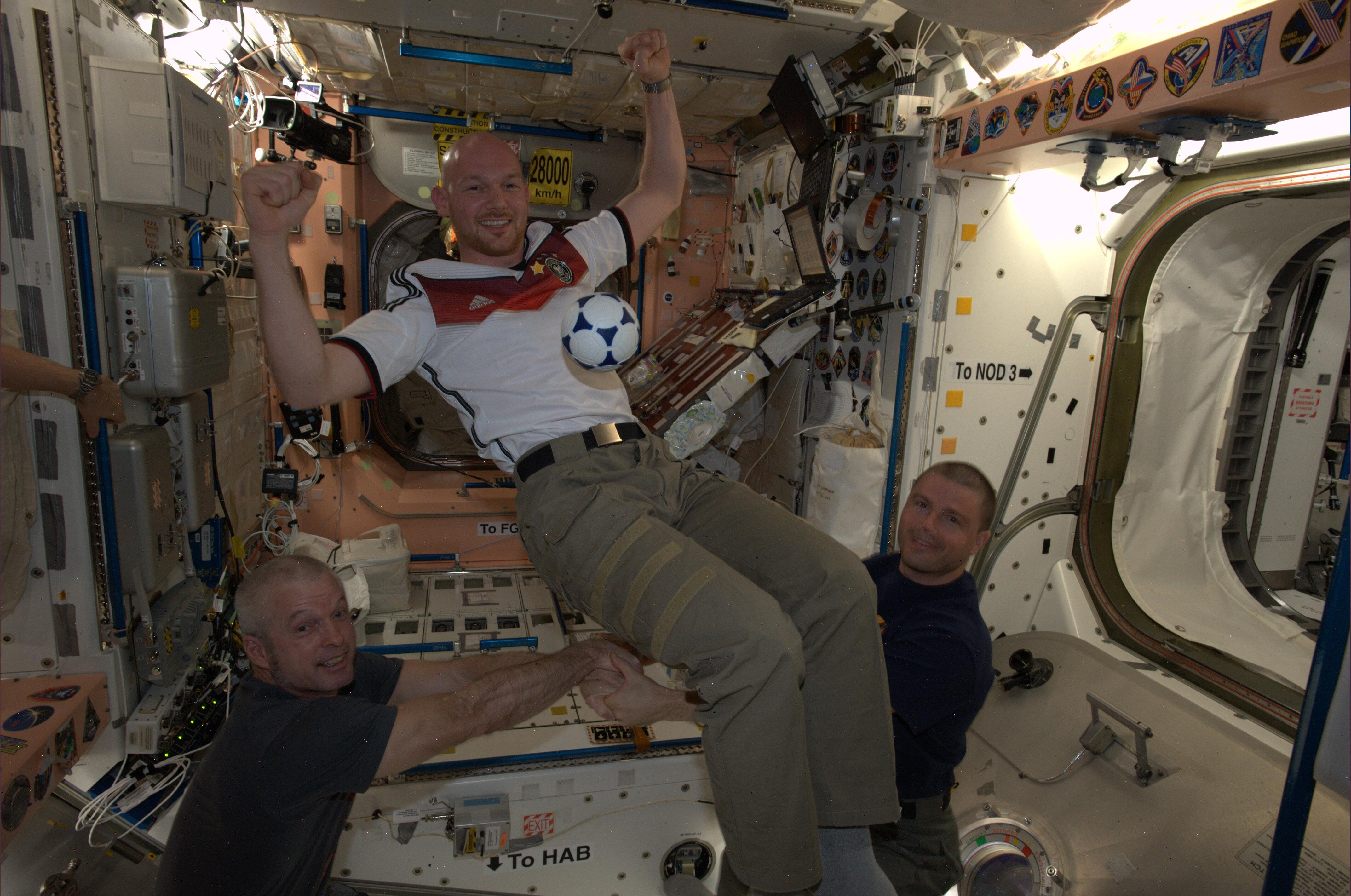
O astronauta alemão Alexander Gerst festeja a conquista da Copa do Mundo pela Alemanha na ISS.
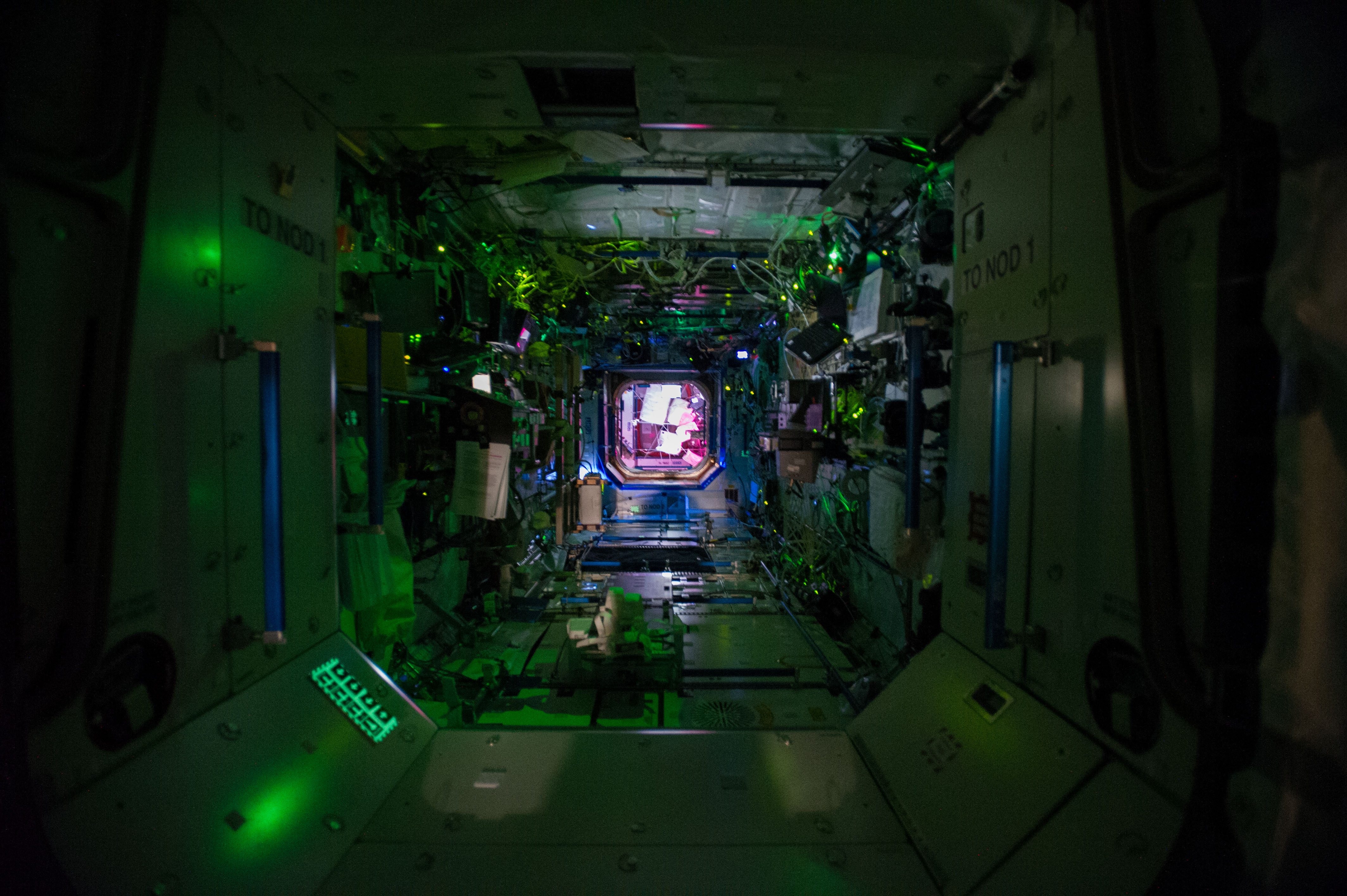
Visão do interior do módulo Destiny enquanto a tripulação dorme.
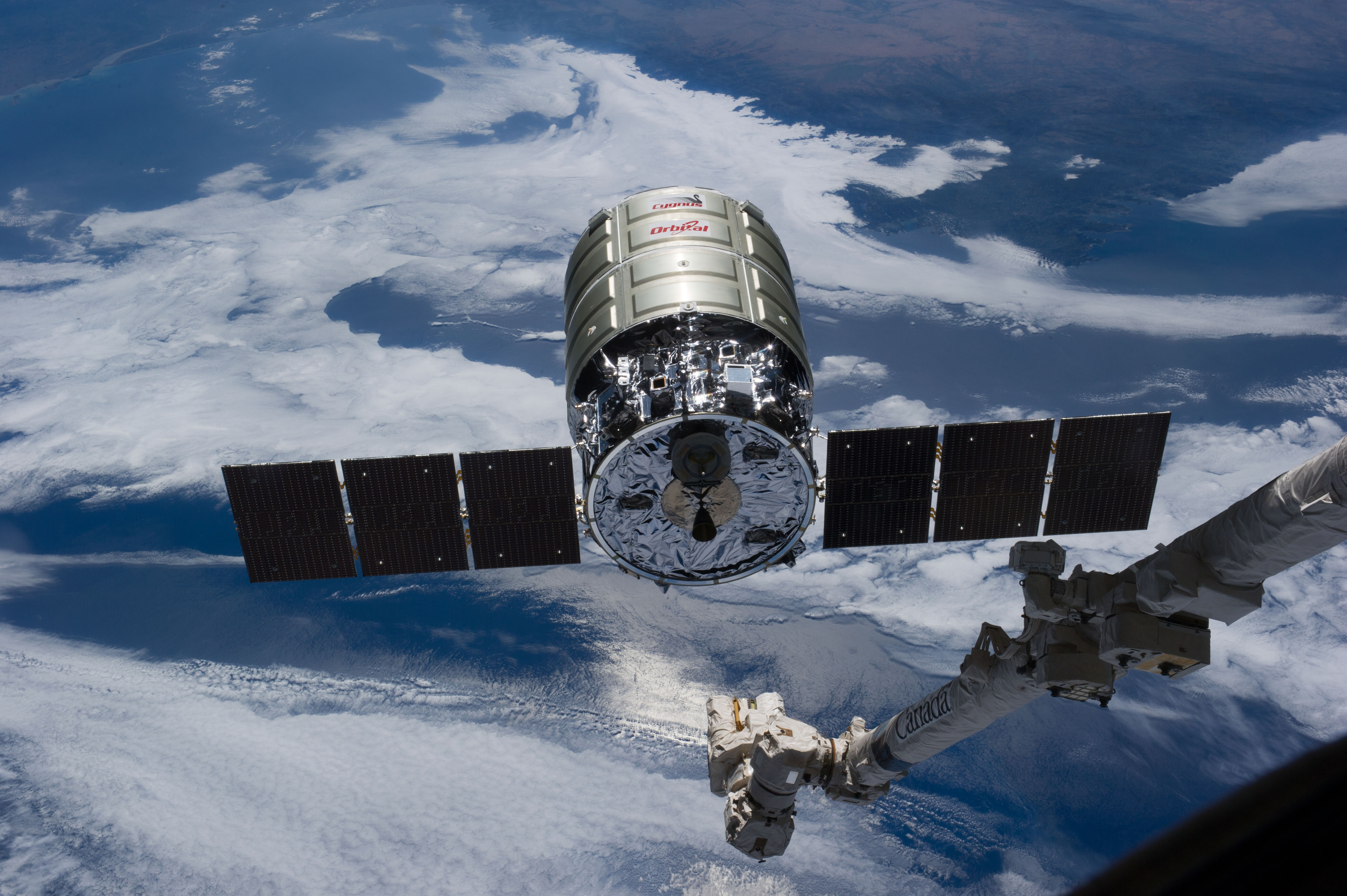
A nave de carga Cygnus prepara-se para acoplar à ISS através do braço mecânico Canadarm2.